# Beaumont (Texas)
 For alternative betydninger, se Beaumont. (Se også artikler, som begynder med Beaumont)
Beaumont er en by i og county seat i Jefferson County i staten Texas, USA. Den har 115.282 (2020) indbyggere.
Byens oprindelse skyldtes fældning af træ til tømmer, landbrug og en havn med deraf følgende aktiviteter. Der indtraf en stor forandring i 1901 med fundet af olie i et saltdiapir kaldet Spindletop. Det førte til, at området blev til et af de store petrokemiske raffinaderi-områder i landet. Sammen med Port Arthur og Orange udgør Beaumont "den gyldne trekant", som er et markant industriområde på Golfkysten.
I Beaumont finder man Lamar Universitet med mere end 15.000 studerende. Gennem årene har Beaumont været hjemsted for flere større virksomheder, fx Gulf State Utilities, indtil firmaet blev en del af Entergy Corporation i 1993. Den højeste bygning i byen er Edison Plaza, hvor Entergy Corporation har hovedkvarter; bygningen har 17 etager.